# Las Noticias de Última Hora
Las Noticias de Última Hora fue un periódico vespertino chileno que circuló entre 1943 y 1973. Durante gran parte de su existencia estuvo vinculado al Partido Socialista de Chile.

## Historia
La primera edición de Las Noticias de Última Hora circuló el 15 de octubre de 1943. El periódico fue fundado por Carlos Becerra y Aníbal Jara.
Arturo Matte Alessandri y Aníbal Pinto Santa Cruz compraron el periódico en 1954, mientras que Matte asumió la dirección durante unos años. En 1960 dicho cargo sería asumido por José Tohá, quien dejó el periódico en 1970 para asumir como ministro del Interior del recién electo presidente Salvador Allende.
Según está consignado en los registros de la Biblioteca Nacional de Chile, la última edición de Las Noticias de Última Hora circuló en la tarde del 10 de septiembre de 1973, el día antes del golpe de Estado del 11 de septiembre de 1973.